# GRAIL
A GRAIL (Gravity Recovery and Interior Laboratory) két különálló egységből felépülő holdkutató űrszonda volt, melyet a Discovery-program keretében 2011. szeptember 8. után indítottak útnak. 2012 januárjában állt Hold körüli pályára. Feladata a Hold gravitációs mezejének feltérképezése volt, melyből következtetni lehet belső szerkezetére.

## Tudományos célok
- A Hold litoszférája felépítésének feltérképezése
- Megérteni a Hold aszimmetrikus termikus fejlődését
- A masconok eredetének és a becsapódási medencék felszín alatti szerkezetének meghatározása
- Megállapítani a kéregben lévő törmelékkő és magma időbeli evolúcióját
- A lehetséges belső mag méretének meghatározása

## Küldetés

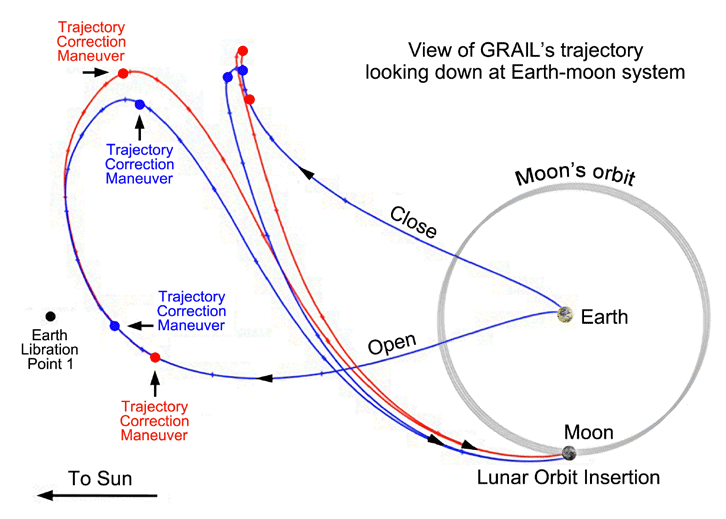
A szondák tervezett orbitális pályái a Föld-Hold rendszerben (felülnézet)
(„Open”: pálya az indítási ablak elején való indítással,
„Close”: pálya az indítási ablak végén való indítással)

A GRAIL-t alkotó két kis szondát 2011. szeptember 10-én indították útnak. A Holdhoz vezető utat mintegy 3,5 hónap alatt tették meg, alacsony üzemanyag-felhasználású pályán haladva. Első lépésként a Nap-Föld rendszer L1 Lagrange-pontját közelítették meg. A Hold körüli pályára a déli sark közelében érkeztek. Itt 8 óra periódusidejű, elliptikus pályára álltak, egy napos eltéréssel. Több fékezőmanőver után közel kör alakú, 55 km magasságú poláris pályára álltak, aminek periódusa 113 perc. Egymástól 175–225 km-re keringtek. A tervezett pályára állás 2011. december 31. (GRAIL-A) és 2012. január 1. (GRAIL-B) volt.
A küldetés ideje alatt mintegy 115 000 fényképfelvételt készítettek a Hold felszínéről. A mérési eredmények alapján a tudósok pontosabban feltérképezik a Hold gravitációs mezejét, mint bármely más égi objektumét. Az adatok hozzájárulnak a Föld és más kőzetbolygók, illetve maga a Naprendszer kialakulásának jobb megértéséhez.
A küldetést tervezett becsapódással fejezték be 2012. december 17-én, a maradék üzemanyag pár percre elegendő mennyiségének felhasználásával. Az alacsonyabb pályára állásra vonatkozó parancsot december 14-én adták ki. A becsapódási célterület egy hegység volt a Hold északi pólusa térségében. A helyszínt a NASA az első amerikai női űrhajós, Sally K. Ride tiszteletére nevezte el, aki a GRAIL tudományos csapatának tagja volt (Sally Ride 2012 júliusában halt meg).